# Milà-Sanremo 1965
La Milà-Sanremo 1965 fou la 56a edició de la Milà-Sanremo. La cursa es disputà el 19 de març de 1965 i va ser guanyada per l'holandès Arie den Hartog, que s'imposà a l'esprint als seus dos companys d'escapada, Vittorio Adorni i Franco Balmamion. Aquesta fou la primera victòria d'un ciclista neerlandès en la Milà-Sanremo.
153 ciclistes hi van prendre part, acabant la cursa 90 d'ells.

## Classificació final
|    | Ciclista           | Equip                     | Temps      |
| -- | ------------------ | ------------------------- | ---------- |
| 1  | Arie den Hartog    | Ford France-Gitane-Dunlop | 6h 53' 32" |
| 2  | Vittorio Adorni    | Salvarani                 | m. t.      |
| 3  | Franco Balmamion   | Sanson                    | m. t.      |
| 4  | Rolf Wolfshohl     | Mercier-Hutchinson-BP     | + 51"      |
| 5  | Willy Vannitsen    | Ford France-Gitane-Dunlop | + 55"      |
| 6  | Jan Janssen        | Pelforth-Sauvage-Lejeune  | m. t.      |
| 7  | Franco Cribiori    | Ignis                     | m. t.      |
| 8  | Guido Reybrouck    | Flandria-Romeo            | m. t.      |
| 9  | Gianni Motta       | Molteni                   | m. t.      |
| 10 | Flaviano Vicentini | Ignis                     | m. t.      |